# Henry Ford II
Henry Ford II (4 de setembre de 1917 - 29 de setembre de 1987) fou un empresari estatunidenc, fill d'Edsel Ford i net de Henry Ford.
Va dirigir la companyia Ford Motor Company, creada pel seu avi, a la mort d'aquest, i va estar vinculada a l'empresa en diferents càrrecs de responsabilitat fins a 1980, any en què va dimitir del càrrec de president del Consell Executiu.

## Biografia
Va néixer a Detroit (Michigan), i va tenir tres fills: Charlotte, Anne i Edsel Ford II.
Va ser el president de la Ford Motor Company des de 1945 fins a 1960. La companyia va sortir a borsa el 1956 i es va convertir en una societat anònima cotitzada que ja no estava controlada simplement pel capital de la família Ford.
El 1960 va dimitir del seu càrrec i es va convertir en Director executiu de la companyia. Tanmateix, en adonar-se de la seva inexperiència en el camp, va contractar una sèrie d'executius perquè l'ajudessin. El 13 de juliol de 1960 va ser elegit President del Consell d'administració.
Va dimitir com a Director executiu l'1 d'octubre de 1979 i com a President el 1980. El seu nebot, William Clay Ford, Jr., reprendria aquests càrrecs després de 20 anys en què cap integrant de la família Ford no dirigiria la companyia. Durant aquell temps els interessos familiars estarien representats per la presència en el Consell d'Administració de William Clay Ford, Sr., el germà menor de Henry.
Henry va morir a Detroit als 70 anys.

## Direcció de la Ford Motor Company
Quan el seu pare Edsel, president de Ford, va morir el 1943 (en plena Segona Guerra Mundial), Henry Ford es trobava de servei a l'Armada dels Estats Units, de manera que no estava en situació de prendre la presidència del negoci familiar. Henry Ford, avi de Henry i pare d'Edsel, a més de fundador de la companyia, es va veure obligat a reprendre la presidència del negoci fins al final de la guerra.
Durant aquest període la companyia va començar a tenir pèrdues, arribant a perdre fins a 10 milions de dòlars al mes. El president Franklin Delano Roosevelt, d'altra banda, havia arribat a considerar la nacionalització de la companyia per assegurar la producció continuada de vehicles per a la guerra.
Henry Ford II va prendre el control de la presidència de la companyia el 21 de setembre de 1945, al mig d'un període caòtic. Tanmateix, i ja que s'havia donat per fet que Edsel Ford continuaria durant molt més temps com a president de la companyia, Henry no havia rebut suficient formació per ocupar el càrrec. Es va trobar a la seva arribada que les fàbriques d'Europa havien sofert grans danys durant la guerra, i que les vendes nacionals també es trobaven molt minvades.
Henry Ford II va adoptar, tot just accedir al càrrec, un estil de direcció molt agressiu. Una de les seves primeres accions com a president va ser acomiadar Harry Bennett, director del Departament de Servei de Ford, i que havia estat contractat originalment per Henry Ford per tallar tots els intents de sindicalització dels empleats. Després va contractar als llavors directors de la General Motors, Ernest Breech i Lewis Crusoe. Breech seria durant els anys següents el mentor de Ford en l'àrea empresarial, i el duo Breech-Crusoe aportarien a l'empresa el coneixement i l'experiència necessaris del sector.
A més, Ford va contractar deu joves coneguts com els "whiz kids". Aquests deu nous empleats procedien de les Forces Aèries de l'Exèrcit dels Estats Units, de l'equip estadístic. El seu paper seria donar a la companyia la capacitat d'innovar i romandre actualitzada conforme al seu temps. Dos d'aquests, Arjay Miller i Robert McNamara, acabarien fins i tot ocupant el càrrec de President de Ford més endavant. Un tercer membre, J. Edward Lundy, va treballar en llocs financers clau durant diverses dècades i va ajudar a establir la reputació de les finances de Ford com una de les millors organitzacions financeres del món.
Tanmateix, com a equip, els "whiz kids" probablement són més recordats per haver estat l'equip que va dur a terme el disseny del Ford de 1949, el qual van portar des dels plànols fins a la seva producció en només dinou mesos. Es van registrar 100.000 comandes d'aquest automòbil el dia en què va sortir a la venda.
Quan el motor CVCC va ser inventat per l'Honda Motor Company, el llavors president de Ford, Lee Iacocca, va estar molt interessat a adaptar el nou motor a algun petit vehicle de Ford, com ara el Ford Pinto o el Ford Fiesta, i fins i tot podria ser que volgués arribar tan lluny com per vendre l'Honda Civic sota la marca Ford. Quan el pla va arribar a oïdes de Ford, el va vetar, dient que "Cap cotxer amb el meu nom a la carrosseria no portarà dins un motor japonès". Irònicament, el Ford Courier, basat en un model de Mazda, va ser introduït el 1972, dins del període d'influència d'Henry II.
El nou estil directiu de Ford II va provocar que el valor de la companyia fluctués seriosament en diferents direccions. Per exemple, la sortida a borsa de 1956 va incrementar el valor de la companyia en 650 milions de dòlars, però el fracàs del cotxe experimental, l'Edsel, va fer que la companyia perdés gairebé la meitat d'aquesta xifra. De forma semblant, Ford II va contractar en Lee Iacocca, dissenyador del Ford Mustang, el 1964, i més tard el va acomiadar a causa de disputes personals el 1978.
En qualsevol cas, la influència global de Henry Ford II en la companyia va ser molt substancial. Quan es va retirar com a President del Consell el 1980, Ford Motor Company era la quarta multinacional industrial més gran del món. Es va retirar finalment com a directiu i empleat de la Ford Motor Company l'1 d'octubre de 1982, quatre setmanes abans de complir els 65 anys.